# Spišské Tomášovce
Spišské Tomášovce (in ungherese Szepestamásfalva, in tedesco Tomsdorf) è un comune della Slovacchia facente parte del distretto di Spišská Nová Ves, nella regione di Košice.